# Tolstoy (Dakota du Sud)
Pour les articles homonymes, voir Tolstoï (homonymie).
Tolstoy est une municipalité américaine située dans le comté de Potter, dans l'État du Dakota du Sud.
Fondée en 1907, la localité est nommée par un historien local en l'honneur de Léon Tolstoï.

## Démographie
| 1910 | 1920 | 1930 | 1940 | 1950 | 1960 |
| ---- | ---- | ---- | ---- | ---- | ---- |
| 142  | 183  | 210  | 171  | 180  | 142  |

| 1970 | 1980 | 1990 | 2000 | 2010 | - |
| ---- | ---- | ---- | ---- | ---- | - |
| 99   | 97   | 69   | 64   | 36   | - |

Selon le recensement de 2010, Tolstoy compte 36 habitants. La municipalité s'étend sur 0,18 milles carrés (0,47 km2).